# Bryan Herta Autosport
Bryan Herta Autosport is een Amerikaans raceteam dat in 2009 werd opgericht door voormalig autocoureur Bryan Herta en ingenieur Steve Newey.

## Indy Lights series
Het team debuteerde in 2009 in de Indy Lights met rijders Daniel Herrington en Felipe Guimarães. Herrington won de race op de Chicagoland Speedway en finishte op de zevende plaats in de eindstand. Guimarães reed slechts drie race, hij werd derde op Watkins Glen, vierde op de Mid-Ohio Sports Car Course en tweede op de Infineon Raceway.
In 2010 reden Stefan Wilson en Sebastian Saavedra het kampioenschap voor Bryan Herta Autosport, met enkele eenmalige deelnames van Joel Miller, Dillon Battistini en Daniel Herrington. Saavedra won op de Iowa Speedway en eindigde op de achtste plaats in het kampioenschap, Wilson werd elfde.
In 2011 startte het team het kampioenschap met Angolees coureur Duarte Ferreira.

## Indianapolis 500
Het team debuteerde in 2010 in de Indianapolis 500 met Sebastian Saavedra. Hij kwalificeerde zich op de 33e en laatste plaats en viel uit in de 159e ronde van de race. Hij werd 23e in de einduitslag.
In 2011 reed Dan Wheldon de Indy 500 voor het team. De winnaar van 2005 kwalificeerde zich op de zesde plaats van de startgrid en won de race in de laatste ronde toen J.R. Hildebrand zijn auto in de laatste bocht crashte.